# Senecio hypoleucus
Senecio hypoleucus là một loài thực vật có hoa trong họ Cúc. Loài này được F.Muell. ex Benth. miêu tả khoa học đầu tiên năm 1867.